# Retrodictie
Retrodictie is een vorm van beschrijving van het geobserveerd gedrag van een object, fenomeen of verschijnsel. Het is sterk gerelateerd aan voorspellingen, met het verschil dat het gedrag in het verleden heeft plaatsgevonden.
Een wetenschappelijke theorie moet niet alleen in staat zijn om toekomstig gedrag te voorspellen maar ook observaties kunnen verklaren. Een groot voordeel van retrodictie boven voorspellen is dat de toetsing van de theorie zuiverder kan gebeuren omdat vooringenomenheid de waarnemingen niet kan beïnvloeden.
Een voorbeeld van retrodictie is te vinden in de evolutietheorie van Charles Darwin. Deze theorie verklaart niet alleen dat evolutie heeft plaatsgevonden, maar zegt ook dat, als de theorie klopt, er tussen succesvolle soorten overgangssoorten bestaan moeten hebben om de overgang van de ene soort naar de andere geleidelijk te laten verlopen. Dat deze tussenvormen ook daadwerkelijk geobserveerd zijn versterkt de aannemelijkheid van de theorie.
Een voorbeeld waarbij de theorie (deels) verworpen is door retrodictie, is de periheliumverschuiving van Mercurius die met de mechanica van Isaac Newton niet volledig te verklaren was, terwijl de algemene relativiteitstheorie van Albert Einstein deze perfect verklaart.